# داویده ریکی بیتی
داویده ریکی بیتی (ایتالیایی: Davide Ricci Bitti؛ زادهٔ ۱۲ فوریهٔ ۱۹۸۲ ‏(۴۳ سال)) دوچرخه‌سوار اهل ایتالیا است.